# Li Bun-hui
Li Bun-hui (리분희?; 29 dicembre 1968) è un'ex tennistavolista nordcoreana.

## Carriera
Alle Olimpiadi di Barcellona 1992 conseguì le sue due medaglie più prestigiose in carriera, entrambe di bronzo, una nel singolo e l'altra nel doppio.